# ナガイのり
株式会社ナガイのりは、東京都大田区に本社を置く企業。
元々は愛知県豊橋市にある同名異字の同業者である永井海苔からの暖簾分けで、浅草海苔の専門店としてオープンしたのが基で、2004年に当社と東京ナガイ（2011年被合併）、及び愛知県の永井海苔と合弁して、販売会社・ナガイナチュラルフーズコーポレーションを設立（その後2008年に永井海苔と合併）することで、双方の関係強化を図っている。またテレビコマーシャルにおける「ナガーイお付き合い」も双方で使用されている。

## 沿革
- 1951年（昭和26年）10月 - 東京都大森に東京永井海苔店を開業。
- 1960年（昭和35年）4月 - 株式会社東京ナガイを設立。
- 1985年（昭和60年）4月 - 製造部門を(株)ナガイのり、販売部門を(株)東京ナガイとして製販を分離し部門別独立採算制を実施
- 2004年（平成16年）6月 - ナガイナチュラルフーズコーポレーション株式会社を設立。
- 2011年（平成23年）3月 - (株)東京ナガイを(株)ナガイのりに吸収合併。

## CM出演者
- 朝丘雪路
- 田村順子
- マギー司郎
- 熊倉一雄
- 坂本千夏
- 1980年代には当時の当社長自ら出演したCMもある。

## 提供番組
- ちえくらべ少年探偵局（TBS系列）
- テレビ三面記事 ウィークエンダー（日本テレビ系列）[4]
- 午後は○○おもいッきりテレビ（日本テレビ系列）
- FNNスーパータイム（フジテレビ、関東ローカル）